# Gościejewice
Gościejewice – wieś w Polsce położona w województwie wielkopolskim, w powiecie rawickim, w gminie Bojanowo.

## Historia
Wieś pierwotnie związana była z Wielkopolską. Ma metrykę średniowieczną i istnieje co najmniej od początku XIV wieku. Wymieniona została w łacińskim dokumencie datowanym na 1310 pod nazwą Gosceiovicz, 1394 Goszceewice, Gosczeewicz, 1400 Gosczeyewicz, 1403 Gosczeyewicze, 1406 Goszczewicze, Goszczeyeuicze, 1407 Gosczeyewice, 1434 Gosczczeyewo, 1435 Goszczegewicz, 1445 Gosczegewicze, 1452 Gosczegyeuicze, 1463 Gosczyegewicze, 1475 Gosczyewicze, 1476 Gosczeyewicze, 1489 Goscyeyewo, 1490 Gosczyeyewycze.
Okolice miejscowości były zasiedlone jednak wcześniej. We wsi lub jej najbliższej okolicy w XIX wieku odnaleziono skarb srebrny ukryty po roku 942, który przypadkiem znaleziony został w 1892.
Według pierwszego zachowanego zapisu historycznego w 1310 książę śląski i wielkopolski, pan Głogowa i Poznania dziedzic Królestwa Polskiego Henryk III głogowski ustanowił dystrykt w Poniecu, a w jego granicach odnotowano m.in. wieś Gościejewice. W 1410 miejscowość należała do parafii Poniec. W 1445 leżała w powiecie kościańskim Korony Królestwa Polskiego. W średniowieczu ze wsi biegła handlowa droga na południe, na Śląsk.
Miejscowość była wsią szlachecką należącą początkowo do lokalnej szlachty wielkopolskiej Gościejewskich, którzy od nazwy wsi utworzyli swoje odmiejscowe nazwisko. W późniejszych okresach wieś należała także do Kotwiczów, Pampowskich. W 1394 odnotowany został spór sądowy Henryka z Gościejewic z Żyrą z Luboni koło Ponieca o 60 grzywien. W latach 1401–1430 właścicielem we wsi był Piotr Gościejewski. W 1406 Piotr i Maciej z Gościejewic oraz Janusz Korzbok polubownie rozgraniczyli dziedziny Gościejewice oraz Zawada koło Ponieca. W 1407 Helena żona Czasława z Grabowca weszła w spór sądowy z Piotrem Gościejewskim wygrywając na podstawie prawa bliższości połowę dziedziny Gościejewice wraz z połową folwarku, ale bez 3,5 łana. Helena miała zapłacić Piotrowi pieniądze zgodnie z dokumentem powzdania, jaki starosta generalny wielkopolski wystawił Piotrowi, a on powinien ustąpić z zasądzonej połowy wsi po uprzednim zebraniu plonów w postaci zboża ozimego i jarego, jakie wcześniej zasiał. W 1411 Pietrasz Gościejewski z synem Januszem toczył proces z Lutką Radomicką oraz jej synem Januszem Kotwiczem o rozgraniczenie wsi. W 1434 Jan Gościejewski zapowiedział przed sądem ziemskim swoje dziedziny Gościejewice oraz Sowiny.
W 1482 Maciej Kawiecki był właścicielem części wsi Gościejewice, a także dworu, folwarku oraz sołectwa. W 1498 szlachcianka Zofia żona Hynka mieszczanina w Poniecu wysłała z 3 łanów osiadłych w Gościejewicach piechura na wyprawę turecką. W 1497 za udział w tej wojnie dobra ponieckie otrzymał Ambroży Pampowski herbu Kotwicz. W 1540 po podziale dóbr pomiędzy braćmi Pampowskimi: Ambroży otrzymał miasto Poniec wraz z wsiami, w tym m.in. części w Gościejewicach.  
W latach 1400–1420 odnotowani zostali także miejscowi kmiecie: w 1400 Mirek, w 1403 Klich oraz Miczek, a w 1420 Janusz Wisz kmieć z Gościejewic, który toczył proces z Mikołajem dziedzicem w Ziemlinie. W 1420 imiennie odnotowany został Jan sołtys w Gosciejewicach, który toczył proces z Janem dziedzicem w Ziemlinie. 
Wieś odnotowały również historyczne spisy podatkowe. W 1563 w części wsi należącej do Jana Malechowskiego pobrano podatki z 17,5 łana, karczmy dorocznej, od 7 komorników, wiatraka dorocznego. Natomiast z części Ambrożego Pampowskiego pobór odbył się z 3 łanów oraz 3 komorników. W 1564 pobrana została dziesięcina z 7 łanów. W 1580 pobrano podatki z 21 łanów oraz od 8 zagrodników. 
W II połowie XV wieku wieś liczyła 60 mieszkańców, w 1510 r. – 89, w latach od 1578 do 1580 – 297, w 1631 r. – 212, w latach 1673 do 1676 – 148, w 1717 r. – 166, w 1789 r. – 213. Folwark w Gościejewicach posiadał w 1766 r. 1173 sztuk owiec i należał pod tym względem do przodujących folwarków na ziemi rawickiej. W 1738 r. w pobliżu Gościejewic powstał folwark – Gościejewko.
Po rozbiorach Polski miejscowość wraz z całą Wielkopolską znalazła się w zaborze pruskim. W okresie Wielkiego Księstwa Poznańskiego (1815-1848) miejscowość należała do wsi większych w ówczesnym pruskim powiecie Kröben (krobskim) w rejencji poznańskiej. Gościejewice należały do okręgu bojanowskiego tego powiatu i stanowiły odrębny majątek, którego właścicielem był wówczas Budziszewski. Według spisu urzędowego z 1837 roku wieś liczyła 280 mieszkańców, którzy zamieszkiwali 41 dymów (domostw). Gościejewice od 1843 r. należały do książąt śląskich Hatzfeldów, a nabyli je od K. Budziszewskiego. W skład majątku Gościejewice wchodziły wówczas także: folwark Klapowo (3 domy, 18 osób), posada leśna Malina (3 osoby w jednym domu) oraz kolonia Wydartowo (39 domów, 128 osób).
Zachowany w większości do dziś tutejszy zespół folwarczny powstał w pierwszej połowie XIX wieku i był rozbudowywany do lat 20. XX wieku. Księga adresowa z 1905 r. jako właściciela podaje Wilhelma Reinecke. Administratorem dóbr (do których należały też zespoły w Tarchalinie i Klapowie) był Reinhold Hensel. W 1910 r. nadal właścicielem był Reinecke, a zarządcą Hermann Versen. Ziemia uprawna w Gościejewicach i Klapowie wynosiła 522 ha, łąki 52 ha, lasy 27 ha, wody 3,1 ha i nieużytki 14,8 ha. Dochód roczny wynosił 9249 marek. Chowano konie, bydło, świnie. Dodatkową gałęzią produkcji było wytwarzanie spirytusu, w istniejącej od końca XIX wieku gorzelni. Na początku XX wieku wzniesiono dwór (pałac).
W styczniu 1919 r. toczyły się tu walki powstańcze
W okresie międzywojennym (do lat 30.) gospodarował w tutejszym majątku Jerzy Wierusz Kowalski, który prowadził podobną gospodarkę jak Reinecke. Po wojnie, w wyniku Reformy Rolnej, majątek został mu odebrany.
W 1921 r. zawiązało się w Gościejewicach koło PSL „Piast” liczące 10 członków; w tym też roku 5 kobiet należało do Związku Pracy Kobiet oraz 5 osób do Związku Zawodowego Polskiego. Istniał tu również Związek Młodzieży Wiejskiej RP „Wici”. Pierwszym sołtysem w odrodzonej Polsce był Wojciech Fiebich.
W czasie okupacji hitlerowskiej miały tu miejsce wysiedlenia. W 1940 r. zostali wysiedleni: Gillowie, Biernaczykowie, Serwatkowie; w 1941 r. wysiedlono: Machowiaków, Klimaszów, Nowackich, Wojterów, Jankowiaków, Stachowiaków, Przybyłów. Majątek dworski przejął Niemiec Ginter Kidler. W II wojnie światowej polegli jako żołnierze następujący mieszkańcy Gościejewic: Antoni Michalski, Edward Nędzewicz, Jan Wojtera, Józef Janowicz, Jan Huchrak, Stanisław Maślanka, Jan Lokś, Franciszek Kubacki, Jan Dopierała, Jan Woźniak, Stanisław Rejek.
Społeczeństwo Gościejewic wystawiło pomnik poległym żołnierzom, na którym są podane powyższe nazwiska. Odsłonięcia pomnika dokonał Walenty Wojtera – żołnierz kampanii wrześniowej. Było to w 1974 r.
W latach 1975–1998 miejscowość administracyjnie należała do województwa leszczyńskiego.

## Obecnie
Gościejewice położone są w odległości 6 km na północny wschód od Bojanowa. W 2004 r. wieś liczyła 473 mieszkańców. Zasadnicza część wioski przebiega w kierunku północ-południe. W północnej części znajduje się duży podłużny staw. Zabudowa występuje po obu stronach ulicy. Wieś posiada 40 numerów domów mieszkalnych oraz „biurowiec”, z którego korzysta gospodarstwo „Rolgos”. Ponadto zamieszkałe są zabudowania podworskie i bloki zbudowane przez PGR. W środkowej części wsi na wysokości zabudowań dworskich budynki mieszkalne są szczytami ustawione do drogi asfaltowej, wzdłuż której znajduje się jednostronny chodnik. Zabudowa jest w większości z czerwonej cegły. Nowa zabudowa nawiązuje do starej istniejącej.
W wiosce działała szkoła podstawowa, w której w 1997 r. przeprowadzono generalny remont i ją rozbudowano. W 2024 roku szkoła została zlikwidowana a sam budynek pozostaje pusty. Gościejewice należą do parafii Poniec. W wiosce znajduje się kaplica pw. Matki Boskiej Różańcowej, stanowiąca filię parafii ponieckiej. Wieś obsługuje Urząd Poczty w Bojanowie. Najbliżej położone wioski to Sowiny i Wydartowo I. Około 20 rodzin utrzymuje się z pracy we własnych gospodarstwach rolnych, inni pracują w okolicznych zakładach, a część żyje z emerytur i rent. Trzech rolników posiada gospodarstwa liczące po 18 ha, a pozostali po 5-10 ha. Są też gospodarstwa bardzo małe 1-2 ha. Większość gospodarstw nastawiona jest na chów trzody chlewnej. W wiosce znajduje się pasieka. Gleby w Gościejewicach należą do dobrych, gdyż połowa gruntów ornych mieści się w klasach trzecich, 25% w klasach czwartych, a w klasie szóstej tylko 1%.
W Gościejewicach znajduje się majątek ziemski. Po II wojnie światowej około 10% tej ziemi rozparcelowano między chłopów. Reszta stanowiła PGR. Tutaj przez szereg lat był zarząd Zespołu Państwowych Gospodarstw Rolnych, a później Kombinatu PGR. Od 1993 r. istnieje spółka „Rolgos”, do której należą gospodarstwa: Gościejewice, Sowiny, Tarchalin, Potrzebowo, ponadto, w gminie Poniec – Waszkowo, Wydawy, Janiszewo. Spółka „Rolgos” nastawiona jest na chów bydła mlecznego. Dużo uprawia się kukurydzy i rzepaku. Dwór wraz z towarzyszącą zabudową gorzelni i budynków gospodarczych zajmuje centralne miejsce we wsi. Przed zabudową dworską są współczesne zabudowania gospodarcze i bloki wielorodzinne. W parku należącym do „Rolgosu” znajdują się stawy, które są zarybiane; dzierżawią je okoliczni wędkarze.
Światło elektryczne doprowadzono do Gościejewic w 1960 r. Wieś jest zwodociągowana i stelefonizowana. W wiosce działa OSP, której prezesem jest Stanisław Walkowiak a naczelnikiem Władysław Kasprowiak. OSP posiada remizę, nad którą znajduje się świetlica z zapleczem kuchennym. Strażacy dysponują wozem bojowym Ford transit. Czynne są 3 drużyny strażackie.
Szkoła od pewnego czasu przygotowywała się do nadania jej imienia poety Jana Brzechwy. Uroczystość nadania imienia odbyła się 24.11.2004 r. Szkoła otrzymała też sztandar.